# Села при Волчах
Села при Волчах (словен. Sela pri Volčah, итал. Sella di Volzana) је насељено место у општини Толмин, Горишка регија, Словенија.

## Историја
До територијалне реорганизације у Словенији била су у саставу старе општине Толмин.

## Становништво
У попису становништва из 2011, године, Села при Волчах су имала 85 становника.
| Број становника према пописима | Број становника према пописима | Број становника према пописима |
| ------------------------------ | ------------------------------ | ------------------------------ |
| 1991                           | 2002                           | 2011                           |
| 87                             | 89                             | 85                             |

Напомена: До 1955. исказивано под именом Села.